# 真实身份法
2005年真实身份法（英語：Real ID Act of 2005, 美國聯邦公法第109–13號，119 Stat. 302，2005年5月11日頒佈）是美国的一项聯邦法律，修订了有关国家安全、身份验证、证件（例如驾驶执照）签发方面的联邦法律条文。根据该法律，美国居民原有的驾照及州身份证被定义为普通型（英語：Standard），需升级为真实型（英語：Real）或增强型（英語：Enhanced，限美国公民申领）后方可用于“真实身份法之目的”（英語："Real ID" purposes，如进入机场等联邦机构）；后续仍按原有标准签发的普通型证件会有特殊标记，而向非法移民颁发驾照的庇护州不得向非法移民颁发真实型或增强型证件。该法原定2020年10月1日起实施，后由于多种原因多次延期，目前延至2025年5月7日实施。